# Stephen Gilbert
Stephen Gilbert (Newcastle, 22 luglio 1912 – Whitehead, 23 luglio 2010) è stato uno scrittore irlandese.

## Biografia
Partecipò alla seconda guerra mondiale e alla Battaglia di Dunkerque. Dalle sue memorie su questi avvenimenti nascerà il libro Il bombardiere (1944). Era amico e protetto di Forrest Reid. Dal suo ultimo romanzo, Diario di Ratman (pubblicato in Italia a Milano da Rizzoli nel 1971), è stato tratto un film, Willard e i topi, nel 1971.